# Representação afim
Uma representação afim de um grupo (de Lie) topológico G em um espaço afim A é um homomorfismo de grupos contínuo (suave) de G no grupo de automorfismos de A, o grupo afim Aff(A). Da mesma forma, uma representação afim de uma álgebra de Lie g em A é um homomorfismo de álgebras de Lie de g na álgebra de Lie aff(A) do grupo afim de A.
Um exemplo é a ação do grupo euclidiano E(n) no espaço euclideano En.
Uma vez que o grupo afim de dimensão n é um grupo de matrizes de dimensão n + 1, uma representação afim pode ser pensada como um tipo particular de representação linear. Nós podemos perguntar se uma representação afim dada tem um ponto fixo no espaço afim dado A. Se ela tem, podemos tomá-lo como origem e considerar A como um espaço vetorial: nesse caso, temos na verdade uma representação linear de dimensão n. Em geral, esta redução depende de questão de cohomologia de grupos.